# سارة ستيفنسون
سارة ستيفنسون (بالإنجليزية: Sarah Stevenson)‏ هي لاعبة تايكوندو بريطانية، ولدت في 30 مارس 1983 في دونكاستر في المملكة المتحدة.

## وصلات خارجية
- الموقع الرسمي
- سارة ستيفنسون على موقع TaekwondoData.com (الإنجليزية)
- سارة ستيفنسون على موقع أوليمبيديا (الإنجليزية)
- سارة ستيفنسون على موقع اللجنة الأولمبية البريطانية (الإنجليزية)